# Gymnothorax nudivomer
La murena bocca gialla (Gymnothorax nudivomer (Günther, 1867)) è un pesce osseo marino appartenente alla famiglia Muraenidae, diffuso nelle barriere coralline dell'Oceano Indiano e del Mar Rosso.

## Descrizione

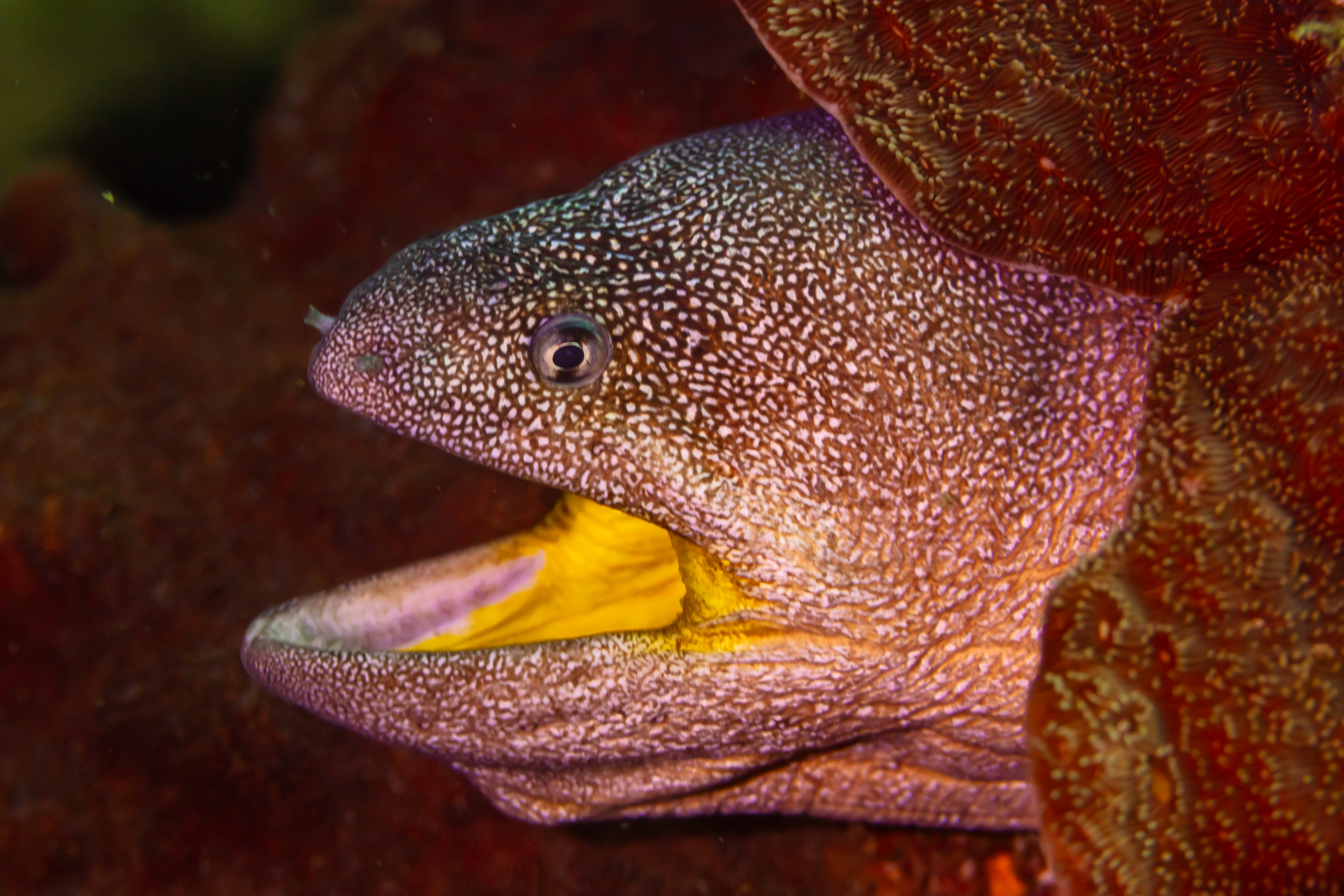
Giovane G. nudivomer; l'interno della bocca è completamente giallo

L'aspetto generale è quello comune alle murene. La colorazione è fondamentalmente marrone-chiaro alla base con una fitta puntinatura bianca distribuita lungo tutto il corpo, capo compreso. La caratteristica che contraddistingue questa specie è l'interno della bocca, completamente giallo, così come l'opercolo branchiale, anch'esso giallo. È una murena di medie dimensioni, e raggiunge i 1,8 metri di lunghezza.

## Biologia

### Comportamento
È un ospite abbastanza frequente di labridi e gamberetti pulitori.
Può essere talvolta predata da squali del reef, come i pinna bianca e i pinna nera, o addirittura da murene più grosse. Al contrario di come molti pensano, nessuna specie di murena è velenosa, né tanto meno aggressiva: morde solo se seriamente disturbata. Il rischio è più alto solo quando viene offerto del cibo all'animale. Per questo, la pratica molto usata di cibare le murene in immersione con del pesce morto è sconsigliata: non avendo una vista eccezionale, le murene possono confondere la mano di un sub per un pesce offerto. G. nudivomer è quindi un pesce molto timido ed è quieto verso l'uomo; inoltre la credenza che sia velenosa non è fondata. L'unico rischio in caso di morso è che la ferita si infetti.

### Alimentazione
Basata su pesci, cefalopodi e crostacei. Come altre murene, G. nudivomer è dotata di una "mascella" aggiuntiva nell'esofago allo scopo di inghiottire al meglio prede voluminose (mascella faringea).